# DuBois
DuBois – miasto w Stanach Zjednoczonych, w stanie Pensylwania, w hrabstwie Clearfield. W 2010 roku liczyło 7794 mieszkańców.